# اکسیلیسوکوس
اکسیلیسوکوس (نام علمی: ') نام یک سرده از تیره نخست‌سوسماران است.